# Khintaglar
Khintaglar (armeniska: Hin T’aghlar, azerbajdzjanska: Köhnə Tağlar, armeniska: Հին Թաղլար, ryska: Хинтаглар, azerbajdzjanska: Hintağlar, armeniska: Hin T’agher, Հին Թաղեր) är en ort i Azerbajdzjan.   Den ligger i distriktet Xocavənd Rayonu, i den sydvästra delen av landet, 280 km väster om huvudstaden Baku. Khintaglar ligger 1 578 meter över havet och antalet invånare är 168.
Terrängen runt Khintaglar är kuperad åt sydväst, men åt nordost är den bergig. Terrängen runt Khintaglar sluttar söderut. Runt Khintaglar är det ganska glesbefolkat, med 45 invånare per kvadratkilometer.. Närmaste större samhälle är Hadrut, 17,8 km öster om Khintaglar. 
Trakten runt Khintaglar består i huvudsak av gräsmarker.